# Heraclià (usurpador)
Heraclià (en llatí Heraclianus, en grec Ἠρακλειανός) va ser un usurpador del tron imperial romà del segle v.
Era oficial de l'emperador Flavi Honori. Apareix el 408 com la persona que va matar de pròpia mà a Estilicó i va rebre en recompensa el càrrec de comes d'Àfrica. Zòsim diu que va succeir a Batanari (que estava casat amb la germana d'Estilicó), el qual fou executat per ordre d'Honori aquell any 408, però en aquest any apareix a Àfrica un comes Joannes que fou mort en una revolta popular, i probablement Heraclià fou successor d'aquest i no de Batanari. Orosi diu que Heraclià no fou enviat a Àfrica fins al 409 quan va assolir la corona Prisc Àtal.
Heraclià es va mantenir lleial a Flavi Honori contra Prisc Àtal i el va ajudar també contra el visigot Alaric I, assegurant les principals posicions a Àfrica i confiscat naus per impedir abastir de gra a Roma, fet que provocà la fam a la ciutat. Prisc va enviar com a governador a Constant, però sense tropes, contant suposadament amb la submissió voluntària d'Heraclià o la revolta dels provincials, però cap d'aquestes coses es va produir. Prisc va enviar diners a Constant per assolir els seus objectius però la major part d'aquest diners van caure en mans d'Heraclià que els va enviar a Honori a Ravenna. Alaric va proposar enviar a Àfrica al seu general Drumes, però Prisc no ho va consentir, i fou una de les causes que van portar a l'enderrocament de Prisc pels visigots. Heraclià disposava d'una força molt petita (ja que Alaric només pensava enviar mig miler de soldats) però sembla que tenia la fidelitat dels provincials a causa del fet que havia ordenat tolerància amb els donatistes i havia convençut a Honori de decretar la tolerància. Però quan el perill va haver passat Heracli va revocar l'edicte anterior.
Aquest serveis el van fer mereixedor al consolat. Fou cònsol designatus (probablement com a col·lega de Lucià o Luci) l'any 412 per exercir el 413, però mai va arribar a exercir, ja que per causes poc clares el mateix 412 es va revoltar i es va proclamar emperador; la seva primera mesura fou paralitzar els lliuraments de gra a Roma i en segon lloc confiscar tots els vaixells per portar forces a Itàlia. Un edicte d'Honori datat el juliol del 412 dicta pena de mort contra Heraclià i els seus seguidors.
Fou el 413 quan va envair Itàlia. Va desembarcar amb l'exèrcit que havia reclutat i es va dirigir cap a Ravenna. Heracli va enviar contra ell al comes Marí, que el va aturar a Otricoli. Heraclià i va tornar a Cartago on immediatament fou assassinat. Honori va declarar anul·lat el consolat d'Heraclià i va decretar l'abolició del seu nom i la seva memòria (damnatio memoriae).